# Mezzoszopránok listája
Mezzoszopranista olyan ember (általában nő), aki mezzoszoprán fekvésben énekel. Régebben léteztek férfi mezzoszopranisták is, általában gyermekkorukban kasztrált férfiak voltak.

## Híres mezzoszopranisták
- Janet Baker
- Agnes Baltsa
- Fedora Barbieri
- Cecilia Bartoli
- Teresa Berganza
- Olga Borodina
- Grace Bumbry
- Annette Daniels
- Barbara Dever
- Enya
- Malena Ernman
- Brigitte Fassbaender
- Maria Gay
- Denyce Graves
- Monica Groop
- Amy Lynn Hartzler
- Marilyn Horne
- Magdalena Kožená
- Christa Ludwig
- Carla Maffioletti
- Anne-Sofie von Otter
- Regina Resnik
- Giulietta Simionato
- Frederica von Stade
- Salli Terri
- Tatiana Troyanos
- Shirley Verrett
- Carolyn Watkinson
- Takács Klára
- Meláth Andrea
- Wiedemann Bernadett
- Dolora Zajick
- Lorraine Hunt Lieberson